# 슈퍼 (소프트웨어)
슈퍼(SUPER, Simplified Universal Player Encoder & Renderer의 준말)는 여러 가지 명령 줄 도구를 위한 프론트엔드이다. 비용을 들이지 않고 다른 많은 입출력 포맷을 지원하며 별도의 지식 없이 비디오 소프트웨어를 사용하기 쉽게 되어 있다.

## 최소 요구 사항
- 운영 체제: 윈도우 98 SE, 윈도우 미, 윈도우 2000, 윈도우 XP, 윈도우 2003, 윈도우 비스타
- 관리자 권한 (관리자 권한으로 설치했을 경우 동시에 제한된 계정으로 변경되며 이때 프로그램은 제한된 상태로 동작한다)
- 1.8 GHz 펜티엄 4 프로세서급
- 512 MB의 램

슈퍼는 이보다 낮은 사양에서도 동작할 수 있다. 실제 최소 요구 사항은 전적으로 사용자가 선택한 백엔드 프로그램과 설정에 따라 달라질 수 있다.